# ミューズ・プランニング
株式会社ミューズ・プランニング（MUSE PLANNING INC.） は、2000年12月に東京都目黒区で設立された映画製作会社。代表作は湾岸ミッドナイトで、映画作品を企画、製作している。代表取締役社長は日本の映画プロデューサーの新田博邦である。

## 作品

### 映画
- 湾岸ミッドナイト （シリーズ(1)〜(6)） （企画・制作）
- キャンプで会いましょう（企画・制作）
- となりのホブ・マーリイ（製作）
- Ｂ（企画・制作）
- 新・湾岸ミッドナイト（製作・配給）
- 破線のマリス（企画）
- TOTAL AIKIDO（企画・制作）
- 湾岸ミッドナイト リターン（企画・制作）
- パローレ〜甘い囁き〜（企画・製作・配給・発売）
- 少林キョンシ―（香港・日本共同製作）
- シナリオライター☆松本マリコの課題（企画・製作・配給）
- そうかもしれない（企画・製作）
- ☆激走シリーズ（クロックワークスと共同製作）
- 湾岸フルスロットル
- ハイウェイバトル R×R
- ドリフトR
- 湾岸最速バトル スカイライン伝説
- 峠最速バトル ドリフト86伝説
- ハイブリッド・バトル
- ゼロヨン・ファイター
- ドリフト・ヒーロー
- キリン （企画・製作）
- 裸のいとこ （製作）
- 潜伏 （企画・製作）

### 音楽
- 高見華子「ON THE FIRST」
- 荒木一郎「Best & Best」（企画・制作・発売）
- キャロル・セラ「竹内まりや〜セゾン・ダムール〜」（企画・制作・発売）
- コンピレーション・アルバム「ジャパニーズ・ボサノバ」（企画・制作・発売）
- キャロル・セラ「ユーミン&まりや〜ボンジュール・ラプレミディ〜」（企画・制作・発売）
- 荒木一郎「2002 IN 青山劇場」（企画・制作・発売）
- 荒木一郎「3DAYS」（企画・制作・発売）
- 雪村いづみ「Kijuコンサート」渋谷さくらホール（企画・制作）